# Urbi et Orbi

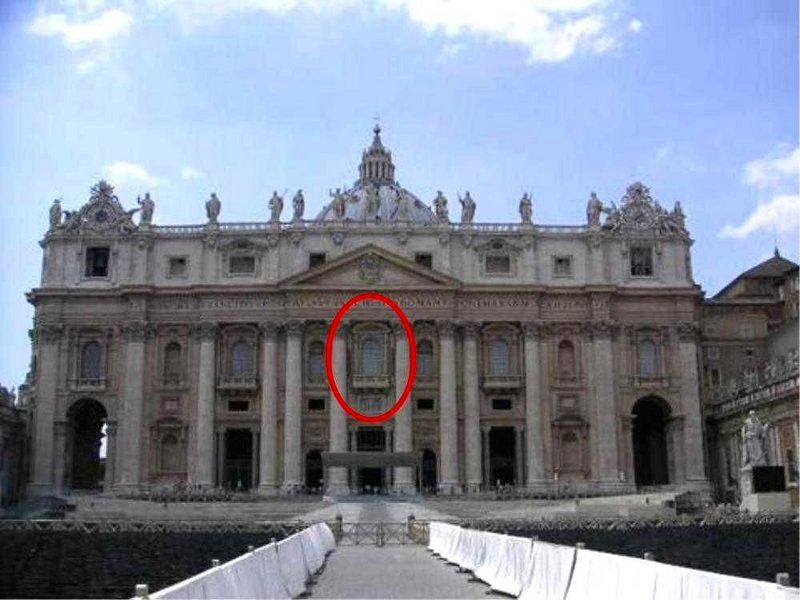
Mặt tiền của Vương cung thánh đường Thánh Phêrô, với ban công (được đánh dấu bằng vòng tròn đỏ), nơi giáo hoàng làm nghi thức

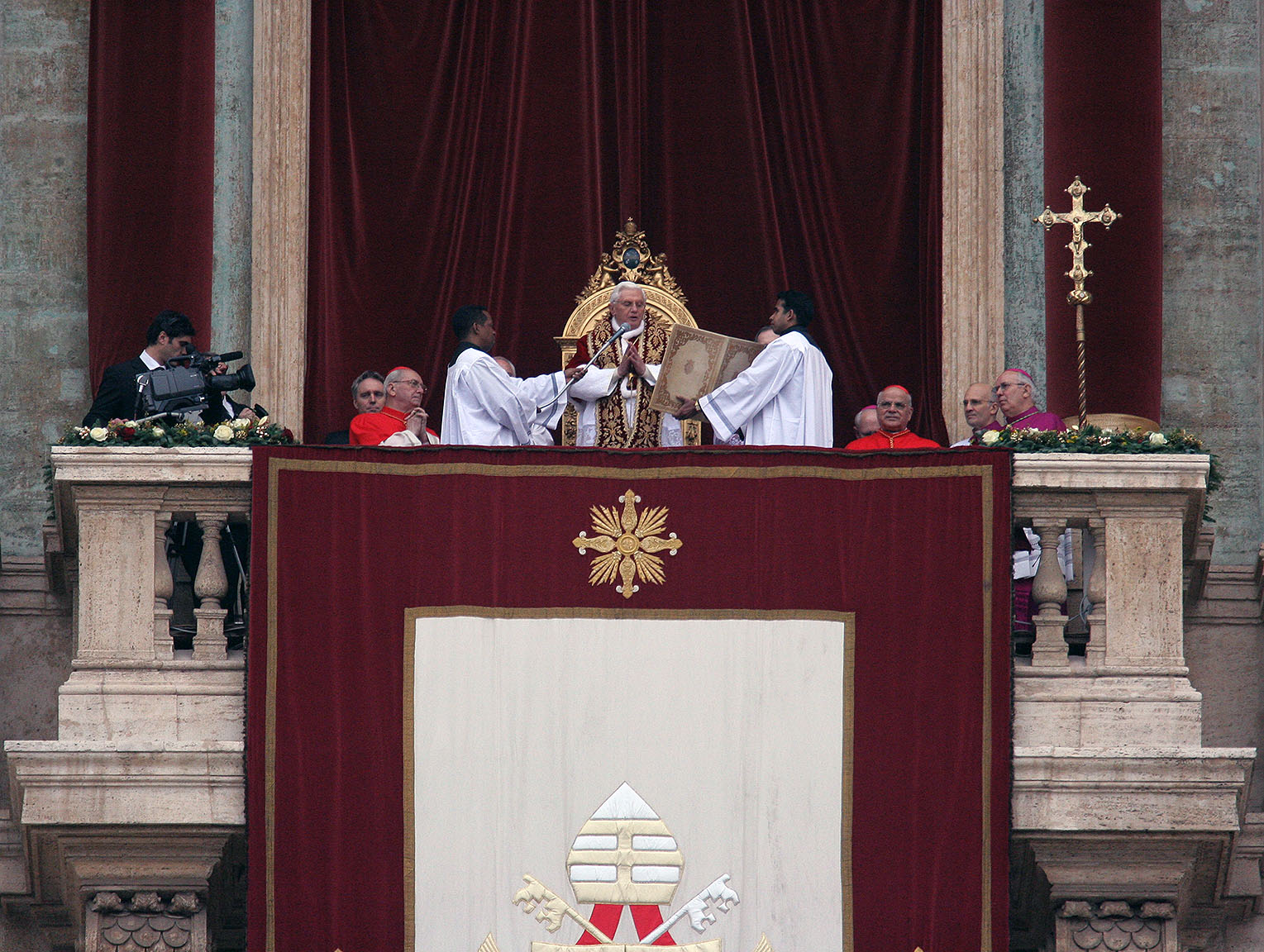
2008 Christmas Urbi et Orbi by Pope Benedict XVI, Saint Peter's Square, Vatican City.

Urbi et Orbi (cho thành phố (Rôma) và cho thế giới) là cử chỉ chúc phép lành của giáo hoàng cho thành phố Rôma và cho toàn thế giới trong những dịp trọng đại. Cử chỉ này thường được thực hiện từ ban-công chính của vương cung thánh đường Thánh Phêrô. Trước khi chúc phép lành này, Giáo hoàng sẽ có bài diễn văn trước công chúng trên thế giới, với lời chào theo từng mùa bằng nhiều ngôn ngữ phổ biến.
Phép lành Urbi et Orbi trong ngày Lễ Giáng sinh và Lễ Phục sinh thường được phát sóng trực tiếp trên toàn thế giới bởi Liên minh Phát thanh truyền hình châu Âu, và các tín hữu lãnh nhận trực tiếp tại quảng trường Thánh Phêrô hoặc gián tiếp qua truyền thanh, truyền hình sẽ được xóa các hình phạt tạm thời do tội lỗi của bản thân mình. Ơn toàn xá này trong những điều kiện bình thường, bao gồm việc phải nhận bí tích hòa giải (ăn năn, xưng tội) và Bí tích Thánh Thể (Tiệc Thánh) và ăn năn tội lỗi.
Urbi et Orbi cũng được sử dụng trong lễ đăng quang Giáo hoàng, hoặc Năm Thánh (Jubilee). Câu nói cuối cùng của phép lành luôn là: 
| “ | Et benedictio Dei omnipotentis, Patris et Filii et Spiritus Sancti descendat super vos et maneat semper (Nghĩa là: "Và xin Thiên Chúa toàn năng, là Cha và Con và Thánh Thần, ban phép lành và ở lại với anh chị em luôn mãi"). | ” |